# San Miguel del Pino
San Miguel del Pino è un comune spagnolo di 224 abitanti situato nella comunità autonoma di Castiglia e León.